# Девтерономіст
Девтерономіст, D — одне з джерел П'ятикнижжя, описане в Документарній гіпотезі. Розглядається більшістю дослідників як школа чи рух ніж як окремий автор. Текстовий матеріал Девтерономіста ідентифікований у книгах Повторення закону, Книзі Ісуса Навина, Книзі Суддів, Книзі Самуїла, Книзі царів та Книзі пророка Єремії. Особливістю текстів цієї школи є наголос на монотеїзмі. Назву запропонував 1943 року німецький біблеїсм Мартін Нот.

## Особливості текстів
Традиція, або школа девтерономіста зародилася ще перед занепадом Самарії у 722/721 рр. до н. е., розвинулася у часи Вавилонського полону та являла собою групу осіб, які повернулися з полону у Єрусалим. З цієї традиції пізніше у VI—V ст. до н. е. розвинулася духовна, або священича традиція (P). Для девтерономіста носіями релігії були не сакральний цар чи священик, а сам народ Ізраїлю і його союз з Ягве. Ягве сам вибрав цей народ та вимагає у народу Ізраїлю жити за його законом. Таким чином державне правління — теократичне і тут божественим сюзереном виступає Ягве. Закон даний Мойсею є вищим за закони царів і пророки стають на сторожі закону: пророцтва є вказівками до закону, а даний Мойсеєві закон є повним і достатнім одкровенням Божої волі. За девтерономістом основною темою є історія царств — як історія відходу від Бога, або наближення до нього. При цьому функція старійшин чи провідників оцінена вище на противагу священству, що передавалося по спадщині, так само і Тора як закон, що стоїть вище культу. Перехід від традицій девтерономіста до священичої, позначив перехід від старої ізраїльської релігії до раннього юдаїзму. Пізніше з цих традицій зародилися партії фарисеїв та садукеїв.